# Улица Федько (Феодосия)
Улица Федько — улица в Феодосии, одна из главных транспортных магистралей города, от улицы генерала Горбачёва до Керченского шоссе.

## История

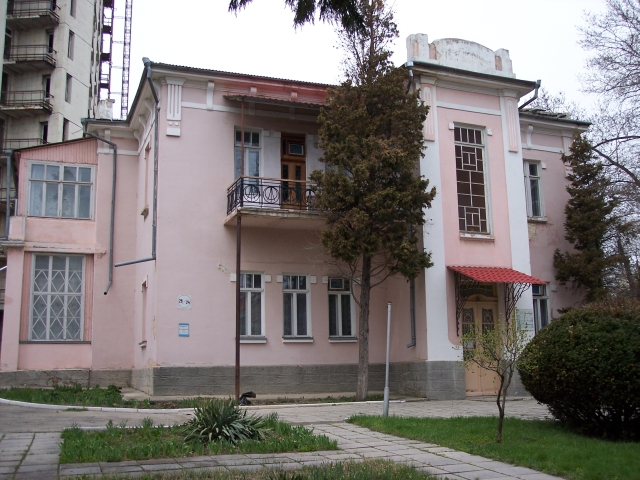
Дом Теребинского

Участок старой почтовой дороги из Феодосии в Керчь, до 1961 года назывался Керченское шоссе.
В 1961 году названа в честь И. Ф. Федько (1897—1939) — советского военачальника, участника революционного движения в Феодосии.
На примыкающей к улице территории разбит парк.
На улице прошли детские и юношеские годы (1891—1904) известного советского скульптора Веры Мухиной (1889—1953).
В доме № 18 у местного исправника Теребинского снимал жилье Дмитрий Ульянов, младший брат В. И. Ленина, в 1910-е годы служивший врачом в Феодосии.
В середине 1980-х годов было принято решение снести сохранившийся на улице бывший дом Мухиных для строительства крупнопанельного 5-этажного дома. В 1984 году работы по сносу здания начались. Сотрудникам создающегося с 1982 года Феодосийского музея Мухиной удалось добиться решения о создании музея в новом доме, с сохранением главного фасада сносимого дома, встраиваемого в первый этаж новостройки.
Ночью 27 июля 2013 года в подъезде своего дома № 28 по улице Федько был смертельно ранен мэр Феодосии А. В. Бартенев.

## Достопримечательности
д. 1 — Музей Веры Мухиной
д. 2 — кинотеатр «Украина»

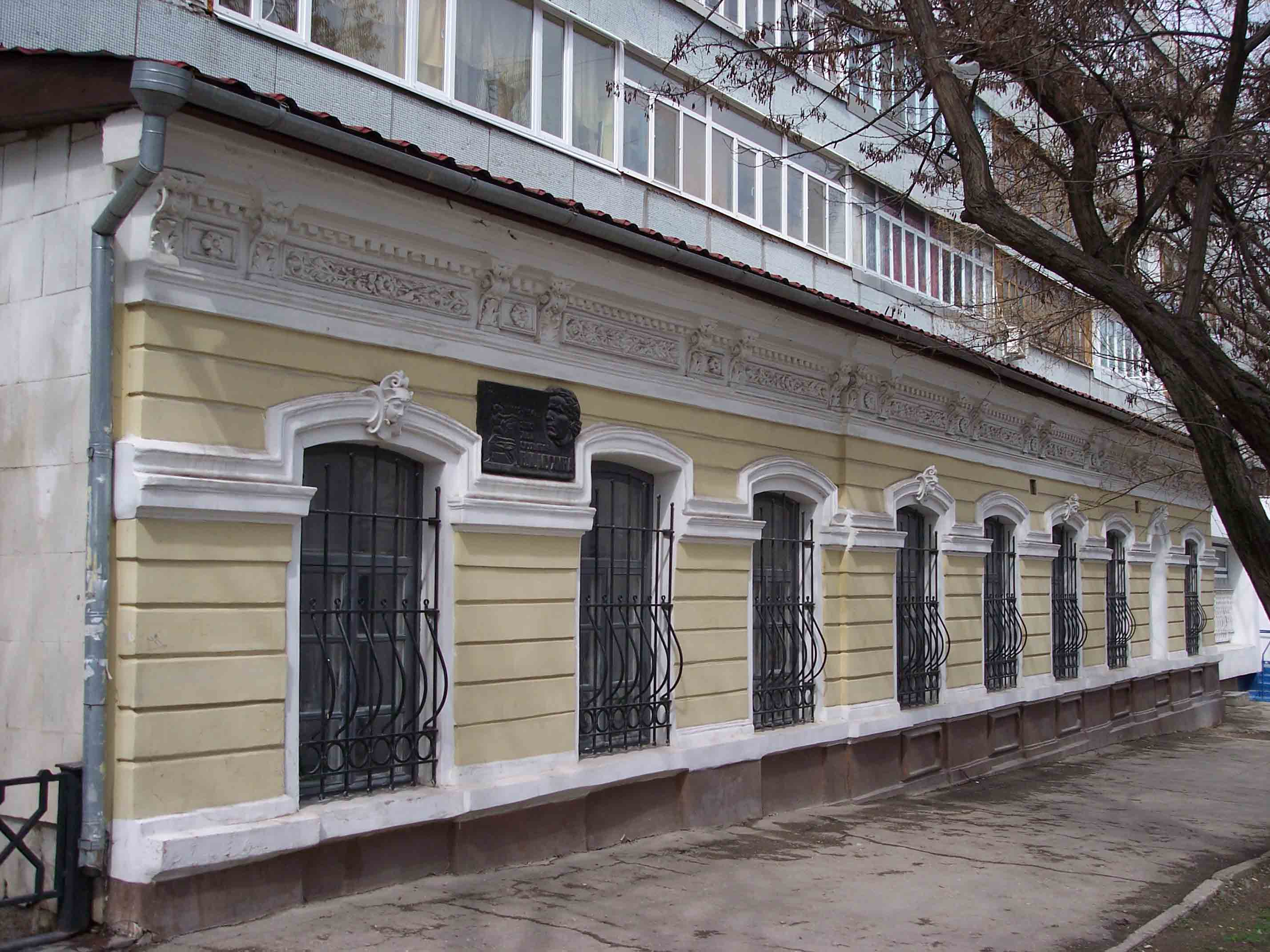
Фасад музея В. Мухиной

д. 18 — бывший дом исправника Теребинского
д. 95 — Церковь Святой Екатерины
Сохранилось несколько станционных построек и зданий конца XIX в. В основном застройка улицы — блочно-бетонные здания
Улица является одной из границ Комсомольского парка, крупнейшего в городе.